# Efraïm Karsh
Pour les articles homonymes, voir Karsh.
Efraïm Karsh (né le 6 septembre 1953) est professeur d'histoire et chef du Département des études méditerranéennes au King's College de Londres.

## Biographie
Il est né et a grandi en Israël et est diplômé de l'Université Hébraïque de Jérusalem en Histoire du Moyen-Orient moderne et du Monde arabe. Il a obtenu son Masters et son Doctorat en relations internationales à l'Université de Tel Aviv.
Avant d'entamer une carrière académique, Efraim Karsh était analyste dans les forces de défense israéliennes où il a atteint le rang de Major. Il a donné des conférences à Harvard et Columbia, à la Sorbonne, à la London School of Economics, à l'Université d'Helsinki, à l'Institut International d'Etudes Stratégiques de Londres, à l'Institut Kennan d'études russes avancées à Washington et au Centre Jaffee d'Etudes Stratégiques à l'Université de Tel-Aviv.
Il a publié plus de cent travaux universitaires et de nombreux ouvrages sur le Moyen-Orient et les affaires soviétiques.

## Ouvrages
- Palestine Betrayed (Yale University Press, 2010) - Critiques de Benny Morris
- Islamic Imperialism: A History (Yale University Press, 2006)
- La Guerre D'Oslo (Les Editions de Passy, 2005; with Yoel Fishman)
- The Arab-Israeli Conflict. The Palestine 1948 War (Oxford, Osprey, 2002)
- Arafat’s War (Grove, 2003)
- Rethinking the Middle East (Cass, 2003)
- The Iran-Iraq War (Oxford, Osprey, 2002)
- Empires of the Sand: The Struggle for Mastery in the Middle East, 1789-1922 (Harvard University Press, 1999; with *Inari Karsh)
- Fabricating Israeli History: The "New Historians" (Cass, 1997; second edition 1999)
- The Gulf Conflict 1990-1991: Diplomacy and War in The New World Order (Princeton University Press, 1993; with *Lawrence Freedman)
- Saddam Hussein: A Political Biography (The Free Press, 1991; with Inari Rautsi-Karsh)
- Soviet Policy towards Syria Since 1970 (Macmillan & St. Martin's Press, 1991)
- Neutrality and Small States (Routledge, 1988)
- The Soviet Union and Syria: The Asad Years (Routledge for the Royal Institute of International Affairs, 1988)
- The Cautious Bear: Soviet Military Engagement in Middle East Wars in the Post 1967 Era (Westview, 1985)